# Đạt-bảo Cáp-giải
Đạt-bảo Cáp-giải (zh. 達保哈解, bo. dvags-po lha-rje དྭགས་པོ་ལྷ་རྗེ་), 1079-1153, là tên dịch theo âm Hán Việt, cũng được biết dưới tên Gampopa (bo. sgam po pa སྒམ་པོ་པ་);
Một trong những Đại sư của dòng Ca-nhĩ-cư (bo. kagyupa བཀའ་བརྒྱུད་པ་) tại Tây Tạng. Năm 26 tuổi, sau khi vợ mất, Sư trở thành tăng sĩ và theo học giáo pháp của phái Ca-đương (zh. 迦當派, bo. bka' gdams pa  བཀའ་གདམས་པ་). Trong quá trình tu học, Sư được gặp Mật-lặc Nhật-ba (bo. milarepa མི་ལ་རས་པ་), một đạo sư tiếng tăm lừng lẫy và được Mật-lặc Nhật-ba truyền cho pháp môn Đại thủ ấn (sa. mahāmudrā).
Sau khi xuất gia – được thúc đẩy bởi sự bất lực trước cái chết của vợ và con trong một cơn dịch, mặc dù là một y sĩ – Đạt-bảo Cáp-giải được hướng dẫn vào giáo lý của dòng Ca-đương, một dòng được A-đề-sa (sa. atīśa) Đại sư sáng lập. Sư chăm chỉ tu tập, giữ giới luật nghiêm túc. Nhưng lý luận khô khan của tông này không dẹp hết những hồ nghi và vì vậy Sư quyết định xuống áo cà sa và trở thành một du sĩ tham đạo.
Một ngày kia, Sư nằm mộng thấy linh ảnh của một vị tăng sĩ màu xanh, tóc tai rối bù. Trong ảnh đó, vị tăng sĩ nhìn Sư cười, mắt sáng long lanh và nhổ nước bọt vào mặt Sư. Không bao lâu sau đó, Sư bắt đầu du phương – là một điều mà các vị Lạt-ma thỉnh thoảng vẫn làm. Trên đường đi, Sư bị lạc vào một vùng hẻo lánh của Hi-mã-lạp sơn và quả nhiên gặp một người có màu da xanh, trông rất ốm yếu và người đó không là ai khác hơn là Mật-lặc-nhật-ba. Mật-lặc-nhật-ba nhếch mép cười khi thấy Sư ngần ngừ bước vào. Không nói gì cả, ông đưa cho Sư một cái sọ người đựng đầy Chang (một loại bia) và ép uống hết – theo cách của Mật giáo bày tỏ phép tâm truyền tâm giữa thầy với trò. Sư từ chối không uống vì giới luật không cho phép. Mật-lặc-nhật-ba cười lớn – giống như trong linh ảnh đã hiện và nói ngay rằng, học theo một vị Phật đang hiện tiền tốt hơn bám giữ vào một giới luật hẹp hòi. Ông chế ngạo cách tu hành theo khuôn khổ, không có tính cách quảng đại của dòng Ca-đương. Đối với ông, cách tu luyện như thế không giúp được một người thượng căn ham học. Ngay tại chỗ, Sư uống cạn một hơi, nhìn thẳng vào mắt Mật-lặc-nhật-ba và nhận ra rằng, linh ảnh đã biến thành sự thật: vị tăng sĩ giác ngộ này xem như đã nhổ nước bọt vào mặt ông và đã trao truyền năng lực cho kẻ thông thái nhưng chưa thật sự thức tỉnh đó. Cũng trong phút đó, Mật-lặc-nhật-ba biết đã tìm ra truyền nhân của mình. Sau đó, Sư ở lại với thầy tu tập thiền định và nghe giảng pháp.
Một ngày kia, Mật-lặc-nhật-ba báo cho Sư hay rằng đã tới lúc phải rời thầy ra đi. Tới ngày từ giã thầy và xa thầy mãi mãi, Sư quỳ dưới chân Mật-lặc-nhật-ba, để cho vị đạo sư để hai chân lên đầu mình và nhận một luồng chân khí để nhờ đó đạt được tâm thức đại viên kính trí của Phật. Sau buổi lễ này, Sư xin thầy cho một lời nhắn nhủ cuối cùng. Mật-lặc-nhật-ba nhún vai và nói: "Ngồi thiền thì ngươi còn phải ngồi nhiều và thường xuyên, còn học thì tuyệt đối không còn gì để học nữa." Sau đó, Mật-lặc-nhật-ba không nói gì nữa. Sư xuống núi, vừa đi qua khỏi một con suối thì nghe phía sau Mật-lặc-nhật-ba kêu réo: "Ta còn một lời dạy cuối cùng" tiếng kêu lẫn trong tiếng suối reo, "Và lời này thật sự là bí mật và thâm sâu, chỉ dành chỉ dạy cho các bậc xuất sắc nhất trong giới thượng căn." Sư yên lặng nín thở quay đầu lại, tim đập thình thình. Mật-lặc-nhật-ba bèn quay lưng, vén váy lên và cho Sư thấy mông đít trần truồng đã đóng thành sẹo sau nhiều nằm ngồi trên đá thiền định. "Lời dạy cuối cùng của ta đây, hãy nhớ!" Mật-lặc-nhật-ba kêu to.
Đúng như lời tiên đoán của Mật-lặc-nhật-ba, mặc dù tu tập mười ba tháng với thầy nhưng sau ba năm tu tập, toạ thiền cực khổ kế tiếp Sư mới chứng ngộ yếu chỉ Đại thủ ấn.
Sau khi Mật-lặc Nhật-ba nhập diệt, Sư thành lập tông Ca-nhĩ-cư (đúng hơn, môn đệ của Sư). Sư soạn bộ Bồ-đề đạo thứ đệ tuỳ phá tông trang nghiêm (xem Bồ-đề đạo thứ đệ) và tác phẩm này đã hợp nhất hai trường phái Ca-nhĩ-cư và Ca-đương "như hai dòng nước hoà vào nhau."